# 大幡池
大幡池（おおはたいけ）は、宮崎県小林市の霧島山北東部にある直径約460メートルの湖である。
大幡山の北東斜面に位置する。獅子戸岳から夷守岳へと続く尾根の上にあるため日当たりが良く火山湖としては比較的明るい景観を示す。湖岸は低木に囲まれており、付近にはミヤマキリシマの群生地がある。北東部に灌漑用の取水口があり45ヘクタールの田畑を潤している。
大幡池は1万1千年前から6300年前までの間に霧島山の火山活動に伴う水蒸気爆発によって形成されたマールである。爆発の痕跡として周囲に凝灰角礫岩の地層が堆積している。
古くは小波多池と呼ばれており、旱魃の際には池畔で雨乞いが行われていた。